# Іващенко Валерій Петрович
Валерій Петрович Іващенко (*26 травня 1949) — український учений у галузі металургії. Доктор технічних наук, професор. Академік АН ВШ України з 2000 р.

## Біографія
Народився у м. Ровеньки Луганської обл. Після закінчення Дніпропетровського металургійного інституту з 1974 р. працює в Національній металургійній академії України (НМетАУ). З 1979 р. — на викладацькій роботі: асистент, доцент, а з 1990 р. — професор. У 1989 р. захистив докторську дисертацію. У 1989–1991 рр. — завідувач  кафедри металургії чавуну, у 1991–2001 рр. — декан металургійного факультету. З 2001 р. — перший проректор НМетАУ.

## Науковий доробок
Наукові інтереси — в галузі прямого одержання рідкого металу з застосуванням низькотемпературної плазми. Автор теорії механізму плавлення і руху залізорудних матеріалів у шахтній печі у відсутності коксової насадки.
Автор понад 350 наукових праць, зокрема 16 монографій, підручників і навчальних посібників, а також 30 авторських свідоцтв. Основні наукові праці: «К вопросу о механизме движения железорудного материала в шахтных печах в отсутствие коксовой насадки», «Кинетика жидкофазного восстановления оксидов железа при использовании низкотемпературной плазмы», «Механизм образования выплавленной полости в слое железорудного материала при использовании высоконагретого газа», «Плазменные процессы прямого получения металла в шахтных печах», «Доменный процесс», «Безкоксовая металлургия железа».
Академік Академії інженерних наук України (1998).

## Звання і нагороди
Заслужений працівник освіти України. Відмінник освіти України. Лауреат Нагороди Ярослава Мудрого АН ВШ України (2005). Нагороджений відзнакою МОН України «За наукові досягнення» (2009).